# Павловский ботанический заказник
Павловский — ботанический заказник общегосударственного значения. Расположен в Захарьевском районе Одесской области, вблизи села Павловка.
Площадь 403,0 га. Расположен на территории урочища «Соше» Павловского лесничества Великомихайловского лесхоза. Заказник создан в 1998 г. по указу Президента Украины от 9 декабря 1998 г. № 1341/98.
Создан для охраны редкого на Украине лесного массива дуба пушистого. Также на территории заказника растут лилия лесная, клекачка перистая, шафран сетчатый, из животных водятся дисцелия зональная, отшельник обыкновенный, жук-олень, степной хорёк, горностай, барсук, степная мышовка и лунь полевой, занесены в Красную книгу Украины.